# Bao Youxiang
Bao Youxiang (chinês tradicional: 鮑有祥, chinês simplificado: 鲍有祥, pinyin: Bào Yǒuxiáng, Wade–Giles: Pao Yu-hsiang), também conhecido por seu nome em Wa Tax Log Pang (chinês Wa: Dax Lōug Bang) e seu nome birmanês Pau Yu Chang (em birmanês: ပေါက်ယူချန်း; Pauk Yu-hkyan), é o atual presidente do governo popular do Estado de Wa, secretário-geral do Partido do Estado Unido de Wa e comandante em chefe do Exército Unido do Estado de Wa.  

## Biografia
Bao Youxiang nasceu em 1949, filho de um chefe Wa em Kunma, uma aldeia Wa perto de Gawng Lang, no norte do estado de Xã. Bao era o segundo mais novo de oito irmãos em sua família e não foi além de sua aldeia durante sua infância. Quando Bao tinha 21 anos, juntou-se e acabou por liderar um grupo guerrilheiro Wa que contrabandeava ópio através da fronteira entre a China e Mianmar. 

## Carreira militar

### Partido Comunista da Birmânia (1969–1989)
Bao se juntou ao braço armado do Partido Comunista da Birmânia (PCB) em 1969 e começou como comandante de batalhão em sua aldeia natal, Kumna, mas gradualmente se tornou o líder de uma brigada que operava perto da fronteira entre Mianmar e Tailândia. Como muitos moradores Wa da área na época, Bao via o CPB como uma fonte de armamento moderno, treinamento de combate e amizade. 
Em 1989, a liderança do CPB foi desafiada por vários membros do partido, resultando numa rebelião interna que terminou com a dissolução da ala armada do CPB e o estabelecimento de várias novas facções, incluindo o Exército Unido do Estado de Wa, que Bao acabaria por liderar. 

### Partido/Exército Unido do Estado de Wa (1989–presente)
Após a queda do braço armado do PCB, Bao se juntou ao Partido Unido do Estado de Wa (UWSP) e seu braço armado, o Exército Unido do Estado de Wa (UWSA). Em 1995, Bao foi eleito secretário-geral da UWSP e comandante em chefe do UWSA, depois que Zhao Nyi-Lai, o primeiro e anterior secretário-geral, sofreu um derrame. Em 2005, a saúde de Bao piorou e Bao Youyi, seu irmão mais velho, o substituiu.
Bao é o presidente de facto do estado de Wa desde 1995, uma entidade autônoma no norte do estado de Xã que funciona independentemente de Mianmar.  Ele tem instado constantemente o governo de Mianmar a dar mais autonomia regional aos grupos étnicos minoritários em Mianmar, em troca de um cessar-fogo permanente e de acordos de paz com grupos insurgentes armados. 